# Das Glück der schönen Creszenz
Das Glück der schönen Creszenz ist ein österreich-ungarisches Liebesmelodram aus dem Jahre 1917 von Alfred Halm mit Poldi Müller in der Titelrolle.

## Handlung
Der junge Kunstmaler Stefan Fern hat ein Auge auf die gutsituierte Lulu geworfen, die Tochter des angesehenen Kunsthändlers Bozenberg. Da dieser aber für seine Tochter eine bessere Partie im Auge hat, nämlich den Baron Sacking, versucht er die beiden jungen Leute mit allen Mitteln auseinanderzubringen. Bozenbergs Schwester spinnt daher in ihres Bruders Auftrag eine Intrige und flüstert Stefan ein, dass die schöne Creszenz Pörtschacher, ihres Zeichens Tochter eines einfachen Sennbauern, in ihn verliebt sei. Eben jene Crezenz wird zu diesem Zeitpunkt von Stefan gemalt. Und da dieser nun glaubt, dass das Mädchen für ihn Gefühle besitzt, küsst er sie bei einer günstigen Gelegenheit kurzerhand. Darauf hat Lulus Tante hingearbeitet und ihre Nichte genau zu diesem Zeitpunkt als Zeugin des „Fremdbusselns“ bereitgestellt. Zutiefst enttäuscht sagt Lulu noch am selben Tag Baron Sacking zu, sich mit ihm zu vermählen. Aus purem Trotz bittet nun Stefan wiederum Creszenz um ihre Hand. Eine muntere Landhochzeit wird gefeiert, bei der nur einer ein langes Gesicht zieht: der schlichte Landmann Josef Baldmoser, der mit den Pörtschachers unter einem Dach lebt und mit der schönen Creszenz selber gern vor den Altar getreten wäre. Als kleinen Trost nimmt Fern Josef mit in seine Stadtwohnung, denn er hat bei Baldmoser ein Maltalent ausgemacht, das er nun unbedingt fördern will. Rasch macht der zum Professor ernannte Stefan Fern in hiesigen Kunstkreisen Karriere.
Auf einem Gartenfest, zu dem auch Lulu eingeladen wurde, kommt es zu einem Eifersuchtskrach zwischen den beiden Jungvermählten, und Creszenz kehrt wütend zu ihrem Vater aufs Land zurück. Ihr Verschwinden sorgt für allerlei Aufregung in der Gesellschaft kunstsinniger Städter. Da sie wie vom Boden verschluckt scheint und ihre Kleider am Fuß einer Gebirgssteilwand aufgefunden wurden, geht man von einem Selbstmord aus. Fern ist zutiefst verzweifelt, und Josef sagt ihm zu, dass er den alten Pörtschacher auf der Alm besuchen wolle, um herauszufinden, ob er etwas vom Verbleib seiner Tochter wisse. Pörtschacher sagt, er wisse von nichts, verhält sich dabei allerdings merkwürdig, sodass Baldmoser einen Verdacht hegt. Josef kehrt zu seinem Mentor in die Stadt zurück und findet den Professor in einem Zustand tiefer Depression wieder, der auch eine Selbsttötung nicht mehr ausgeschlossen erscheinen lässt. Baldmoser kann Stefan von einer Verzweiflungstat abhalten. Dieser empfindet großen Verlustschmerz angesichts von Creszenzens Verschwinden und geht selbst zum alten Pörtschacher, um dort wenigstens noch einmal das von ihm angefertigte Gemälde seiner Gattin betrachten zu können. Pörtschacher hat seine sich hoch in die Berge zurückgezogene Tochter Stefans Ankunft mitgeteilt, sodass diese sich entschlossen hat, ihrem Mann auf familieneigenem Grund und Boden wieder zu sehen. Inmitten der folgenden Nacht kommt es zu einem herzlichen Wiedersehen der beiden Eheleute.

## Produktionsnotizen
Das Glück der schönen Creszenz, bisweilen auch unter dem leicht veränderten Titel Das Glück der schönen Kreszenz geführt, entstand wohl Mitte 1917 und wurde im Spätsommer oder Herbst 1917 in Wien uraufgeführt. Die deutsche Premiere erfolgte 1918. Der Vierakter besaß eine Länge von 1330 Metern.

## Kritik
In Wiens Neue Kino-Rundschau heißt es: „Poldi Müller trifft vortrefflich die frische und ländliche Art des Bauernmädchens und bildet einen wirksamen Kontrast zur feinen, kultivierten Stadtdame, die wieder von Lona Schmidt charakteristisch gezeichnet wird. Besonders hervorzuheben sind dann auch noch die herrlichen Naturaufnahmen, die uns in die alpine Welt versetzen ...“